# قرارمون پارک شهر
قرارمون پارک شهر فیلمی به کارگردانی و نویسندگی فلورا سام و تهیه‌کنندگی مجید اوجی و ابراهیم اصغری محصول سال ۱۳۹۵ است.

## خلاصه داستان
روایتگر داستان زندگی خانم نویسنده‌ای است که مشغول مطالعه کتابی است و به دلیل شرایطی که دارد دغدغه‌های گذشته او همراه با خواندن کتاب برایش یادآوری می‌شود.

## بازیگران
- شقایق فراهانی
- ماه چهره خلیلی
- امین زندگانی
- سام نوری
- سیاوش طهمورث
- افسر اسدی
- شیوا خسرومهر
- مریم کاویانی
- نرگس محمدی
- محمدرضا شریفی‌نیا